# Bertrand d’Ogeron de La Bouëre
Bertrand d’Ogeron de La Bouëre (* 19. März 1613 in Rochefort-sur-Loire; † 31. Januar 1676 in Paris) war ein französischer Offizier und Kolonialbeamter des 17. Jahrhunderts. Er war erster Gouverneur von Saint-Domingue.

## Leben

Wappen der Famille Ogeron de La Bouëre

D'Ogeron erhielt im Jahr 1641 den Rang eines Hauptmanns im Regiment der Marine und zeichnete sich im Französisch-Spanischen Krieg bei den Kämpfen um die Abtretung Kataloniens (1646–1649) aus. Aufgrund seiner Verdienste wurde seine Familie in den Adelsstand erhoben.
Nach dem Tod seines Vaters im Jahr 1653 wurde er Herr von La Bouëre (seigneur de La Bouëre) im Anjou. 1656 begann er, sich für den Ausbau kolonialer Strukturen in Westindien zu interessieren. Er trat in die Dienste der im Jahr 1664 von dem Finanzminister des französischen Königs Ludwig XIV., Jean-Baptiste Colbert, gegründeten Französischen Westindienkompanie. 1665 war d'Ogeron noch als Offizier des Regiments der Marine in die Karibik gekommen und hatte auf Martinique und Jamaika Handelsgeschäfte betrieben.
Colbert entschied sich für diesen in der Region kundigen Bukanier als ersten Administrator der französischen Siedlungen auf Hispaniola. Er erhielt den Auftrag, ein Handelsmonopol besonders gegenüber den Aktivitäten Spaniens aufzubauen und durchzusetzen. Im Oktober 1665 erreichte d'Ogeron die Île de la Tortue und bald darauf die damals neu errichtete Siedlung Port-de-Paix auf dem Festland.
Mit einer königlichen Vollmacht ausgestattet, wurde er von Siedlern und Freibeutern herzlich begrüßt. Letztere machten jedoch umgehend deutlich, dass sie sich nicht ihrer Freiheiten begeben und dem König unterwerfen würden. Insbesondere lag ihnen an der Fortsetzung der Zusammenarbeit mit den Holländern, von denen sie vor dem Auftritt des französischen Staats in der Region stets Unterstützung erfahren hatten.
D'Ogeron konzentrierte sich zunächst auf die Förderung der Siedler, denen er aus eigener Tasche zinslose Darlehen für den Aufbau ihrer Niederlassungen gab. Den Piraten verhalf er zu portugiesischen Kaperbriefen, damit sie ihr Tun ohne Bruch friedvoller Verabredungen fortsetzen konnten. Da er über keine eigene Garnison verfügte, war er auf die Stärke der Bukaniere angewiesen.
Zum nachhaltigen Ausbau der Kolonie waren Frauen nötig. D'Ogeron ließ einhundert weibliche Insassen von französischen Gefängnissen (unter anderem Prostituierte und Taschendiebinnen) herbeischaffen, die an Siedler, die die Kosten für die Passage übernahmen, vergeben wurden. Die Verehelichungen fanden unter dem Gelöbnis statt, sich nicht für die Vorgeschichte der Angetrauten zu interessieren.
Auf diesen Weise gelang es dem Gouverneur, die Anzahl der in der Kolonie lebenden Franzosen von 500 bei seiner Ankunft auf 1.500 im Jahr 1669 zu steigern. Als lukrative Erwerbsquelle führte er den Anbau von Kakao ein. Er scheiterte jedoch bei dem Versuch, die Interessen der Siedler mit denen der Westindienkompanie in Einklang zu bringen. Im Jahr 1670 kam es zu einem Aufstand, als letztere die Preise für ihre Lieferungen um zwei Drittel erhöhte, ohne ein solches für die lokalen, für den Export bestimmten Erzeugnisse durchzuführen. Es gelang d'Ogeron mithilfe des Admirals Gabaret, der mit drei Kriegsschiffen vor der Küste kreuzte, wieder Ruhe und Ordnung herzustellen. Colbert gab seinem Ersuchen nach, die Preiserhöhungen für Lieferungen zurückzunehmen. Der Gouverneur schaffte daraufhin zwei eigene Schiffe an, mithilfe derer er die Versorgung und den Handel der Kolonie von der Westindienkompanie unabhängig machte.
D'Ogeron reiste im Jahr 1675 letztmals nach Frankreich, wo er jedoch, bevor er seine beabsichtigten Gespräche bei Hofe führen konnte, schwer erkrankte. Er starb am 31. Januar 1676 in Paris. Eine Marmorplatte an einem Pfeiler der Kirche Saint-Séverin im 5. Arrondissement von Paris, in der er begraben liegt, erinnert an sein Leben: „Von 1664 bis 1675 legte er inmitten der Freibeuter und Bukaniere der Île de la Tortue und Saint-Dominique die Fundamente einer zivilen und religiösen Gesellschaft und bereitete so durch die unergründlichen Wege der Vorsehung die Geschicke der Republik Haiti vor“.